# Histoire de la route en France au Moyen Âge
 (avril 2024).
L'histoire de la route en France au Moyen Âge rend compte de l'évolution du réseau routier français, des modes d’échanges et de déplacement, de l’administration, du financement et de la construction des routes entre l’an 1000 et l’an 1500. Elle fait suite à l'histoire de la route en Gaule au Haut Moyen Âge.
Après un lent abandon aux Xe et XIe siècles, succédant à deux phases de maintien sans grande innovation, le réseau se structure avec des « voies médiévales », parallèles quelquefois à la voirie ordinaire, héritées de l’organisation romaine. Plusieurs facteurs ont contribué à cette évolution : l’apparition de nouveaux échanges commerciaux et religieux. Les cheminements vers les foires, comme les foires de Champagne, mais aussi les pèlerinages comme celui de Saint-Jacques de Compostelle sont des facteurs de développement, générant de nouveaux centres de populations autour des villages-étapes et de nouveaux métiers liés à la route.
La corvée instaurée sous Charlemagne ayant disparu, les ponts et autres ouvrages routiers sont financés soit par le don, soit par le péage instauré par les seigneurs locaux. Des congrégations religieuses comme les frères pontifes et les œuvres du pont construisent des ponts. Mais il n’existe pas d’organisation centralisée de la construction de l’entretien des routes. Ainsi souvent l’entretien fait défaut et les ouvrages périclitent. Il faudra attendre encore un siècle pour voir émerger cette organisation centralisée.

## État des routes auXesiècle

Carte 1 : Le royaume de Francie au temps des derniers Carolingiens. D'après L. Theis, L'Héritage des Charles, Seuil, Paris, 1990, p. 168.

Il n’existe aucun témoignage écrit sur l'état et l'entretien des voies publiques aux Xe, XIe et XIIe siècles. L'anéantissement graduel du pouvoir central, l'usurpation des droits régaliens par les seigneurs féodaux qui se partageaient le royaume, l'état de guerre permanent d'une seigneurie à l'autre, l'anomie universelle ont fait disparaître les relations communes, anéanti le commerce général et détruit ou laissé périr la viabilité des grands chemins. Ceux-ci ont été envahis et recouverts par la végétation parasite, voire par des forêts. Bientôt, à l'exception des avenues de quelques châteaux et des chaussées aux abords de quelques villes, il ne reste guère que des voies locales en terre, tracées comme au hasard par les pas du serf cultivateur et de ses bêtes de somme, les roues de ses chariots, et l'équipage du seigneur allant en guerre avec ses vassaux.

## Les routes nouvelles du commerce
Aux alentours de l'an mille, compte tenu de la réouverture progressive de la Méditerranée aux flottes chrétiennes, accompagnée d'un dynamisme démographique et de quelques transformations techniques, s'affirme le passage nuancé d'une économie agraire à une économie d'échanges. La monnaie retrouve son rôle médiatique auprès des structures politiques. En dépit de quelques améliorations techniques, les transports terrestres restent malaisés, inconfortables, peu sûrs et très coûteux. Le moyen de transport normal reste la bête de somme, qu'accompagne souvent le marchand ambulant, à cette époque coutumière du commerce périodique et itinérant. Reste le problème des itinéraires.

### Les foires de Champagne
Grands rassemblements d'hommes et de marchandises, nées aux carrefours des routes importantes, les foires définissent, en fonction de leur existence et de leur pouvoir d'attraction, les grands itinéraires routiers du Moyen Âge.
Aux XIIe et XIIIe siècles, les foires de Champagne sont les lieux géométriques du commerce européen. À Bar-sur-Aube, à Troyes, à Provins, à Lagny, se succèdent foires «froides» et foires «chaudes», du printemps à l'automne, périodes commerçantes de l'année. Cette importance de la Champagne tient à plusieurs causes, sans qu'aucune apparaisse déterminante: site géographique favorable mais non exclusif, lieu de rencontre entre les deux zones extrêmes entre lesquels évoluent les transports commerciaux: d'une part, l'Orient, d'autre part, l'Angleterre et les plaines flamandes.
On a pu établir que les routes romaines ne sont pour rien dans la géographie du cycle annuel de ces foires. C'est, au contraire, la foire qui engendra de nouvelles routes. Cette prospérité ne dure qu'un temps. Avant la fin du XIIIe siècle, s'amorce le déclin : privées de leur jonction de relais, les foires de Champagne demeurent mais, par suite de la modification des circuits commerciaux, elles cessent, comme les routes, d'être fréquentées assidûment.

### Rééquilibrage nord-sud et ouverture du col du Saint-Gothard vers 1220-1250
Les possibilités de distribution et de répartition de la Méditerranée, en rapport avec l'Orient, s'accroissent, entre 1000 et 1300, grâce aux villes italiennes, qui prennent la tête de ce mouvement de rénovation commerciale. Avec la renaissance des XIe et  XIIe siècles, apparaissent un retour à la fonction internationale dans le sens des axes nord-sud, et une nouvelle structure de la circulation : à travers des seuils, comme les cols alpins ou jurassiens, se dessine ce qu'on pourrait appeler une « politique commerciale » des axes routiers, la fonction régionale restant toutefois prédominante jusqu'au XVIIIe siècle. 
Jusqu'au milieu du XIIIe siècle, le Mont-Cenis et le Grand-Saint Bernard demeuraient les points de passages les plus fréquentés entre les Flandres et l'Italie, en relation avec les foires de Champagne. À partir de 1250, la circulation tend à se déplacer vers les deux grands cols du Simplon et du Saint-Gothard. Avec l'ouverture des routes de l'Europe centrale, clef de l'histoire européenne, deux mondes entrent en contact : l'espace nordique et le monde méditerranéen. En 1929, dans ses « Problèmes d'histoire routière », Charles Gilliard pose toutefois le problème de nature du premier passage sur laquelle plusieurs thèses s’affrontent.

## Les routes nouvelles de la religion

### Les chemins de pèlerinages
Malgré les difficultés, la circulation entre les différentes provinces de la France et même entre les divers États de l'Europe ne fut jamais complètement interrompue. Au moment même où l'anarchie féodale était à son apogée, des pèlerinages réunissaient à époque fixe autour de quelques sanctuaires vénérés une foule pieuse, venue des contrées circonvoisines, quelquefois même de tous les points de la chrétienté.
Les pèlerins se dirigeant vers les grands sanctuaires comme Saint-Martin de Tours (VIe siècle), Saint-Gilles-sur-le-Rhône (XVe siècle) et Saint-Jacques-de-Compostelle (XIe siècle) ou vers des sanctuaires plus modestes empruntent les mêmes voies de communications que tous les autres voyageurs : marchands, artisans, religieux, gens d'armes, vagabonds, étudiants se rendant dans les universités (XIIIe siècle). Ils voyagent le plus souvent à pied ou à cheval sur des routes avec des gués, des bacs ou des ponts. 

### Saint-Jacques-de-Compostelle

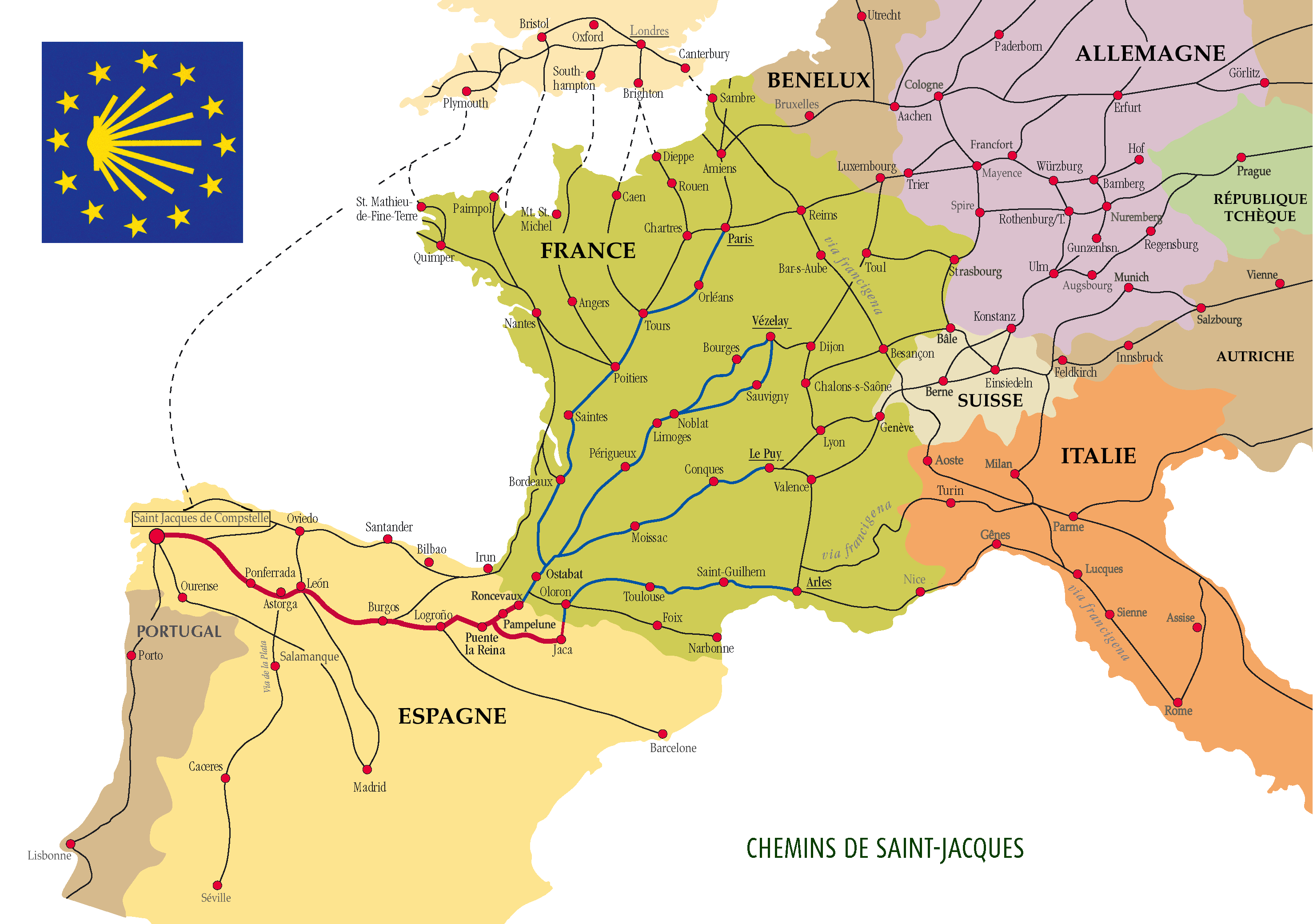
Chemins de pèlerinage contemporains vers Saint-Jacques-de-Compostelle

S'agissant de Compostelle, beaucoup de publications se réfèrent au Guide du pèlerin de Saint-Jacques-de-Compostelle, traduit en français sous ce titre en 1938 et édité en latin pour la première fois en 1882. Ce titre est trompeur car ce document (probablement l’œuvre d'Aimery Picaud vers 1140 de Parthenay-le-Vieux) n'a été diffusé qu'à quelques exemplaires et n'a pas pu être un guide des pèlerins comme cela est dit à tort. Il commence par ces mots « Quatre routes mènent à Saint-Jacques [...] » et les décrit sommairement par quelques sanctuaires : Saint-Gilles, Notre-Dame du Puy, Vézelay et Saint-Martin de Tours, avec des précisions pour l’itinéraire de Tours par Poitiers et Bordeaux le seul qu’il ait sans doute pratiqué lui-même. Les chemins de Compostelle représentés par la carte ci-contre sont des créations contemporaines établies pour la France à partir de la fin du XIXe siècle et pour l'Europe à partir des années 1980 quand il a été question d'itinéraire culturel européen.

### Les routes des croisés
Qu’elles soient considérées comme un épisode militaire de la lutte de la chrétienté contre l’Islam ou comme des épopées religieuses, les croisades n’en constituent pas moins de vastes déplacements d’hommes armés avec chevaux, voitures, équipements de toutes sortes qui ont façonné les routes.
Ces mouvements de populations hors de leurs foyers multiplièrent les relations sociales, étendirent le commerce et rendirent de plus en plus indispensable le rétablissement des communications. On se mit à l'œuvre pour atteindre ce but, et naturellement on songea d'abord aux passages les plus difficiles des grands chemins et à la traversée des rivières. Ici, les ordres monastiques, aidés du concours pieux et des aumônes des fidèles en faveur des pauvres pèlerins et voyageurs; là, les seigneurs, au moyen de péages, dans des vues tantôt intelligentes et généreuses, tantôt intéressées, avisent à l'établissement de bacs, à la construction de ponts et de chaussées. Ailleurs ce sont les villes émancipées, ou bien des compagnies de marchands et de mariniers. Le roi surtout donne l'exemple dans ses domaines.

## Administration des routes
La royauté tente vainement pendant longtemps d'introduire de l’ordre dans l’administration des routes, ou au moins de réprimer les exactions et de corriger les mauvaises coutumes qui souvent ont un impact sur la qualité et la pérennité des ouvrages entrepris ou exécutés. Sa persévérance finira par être couronnée de succès et par soumettre à son action unique cette partie de l'administration, comme toutes les autres. Ce sera l'œuvre du XVIIe siècle, préparée par un acte important de la fin du XVIe siècle, la création du grand voyer avec l’édit de mai 1599.

### Confusion des juridictions, cause d’inefficacité
Avant cet acte fondateur de l’administration des routes, il existe une confusion dans les attributions des agents chargés à divers titres de veiller à l'exécution des ouvrages et à l'emploi des deniers. Il ne faut pas chercher à cette époque une juridiction générale, uniforme et constante. Sous le régime purement féodal, les grands fiefs étant indépendants, chacun de leurs possesseurs avait son administration et sa juridiction indépendante, et ses agents propres et ne relevant que de lui, sous la seule réserve du droit de suzeraineté purement honorifique du roi.
Les seigneurs gouvernaient leurs fiefs, comme le roi ses domaines. Leurs régisseurs étaient les prévôts, chargés à la fois de rendre la justice et d'administrer dans chaque seigneurie. À la fin du XIIe siècle, dans le domaine royal, le grand sénéchal eut la surveillance et la direction des prévôts ; puis entre le grand sénéchal et les prévôts, Philippe-Auguste plaça les baillis, sorte d'inspecteurs délégués du roi.
Cette organisation était plus ou moins complètement imitée, avec des titres semblables ou différents, dans les provinces en dehors du domaine royal. Mais à mesure que se dissolvaient les éléments mal combinés du régime féodal, la royauté y faisait pénétrer de plus en plus son influence et son autorité. Les villes, formées en communautés, se placent sous sa sauvegarde et acceptent des prévôts nommés par le roi ; des seigneurs même consentent à partager avec lui leurs droits et à se soumettre au contrôle de ses agents. Il établit dans les provinces des juges royaux pour des cas dont il s'est réservé la connaissance par suite des abus commis par les seigneurs. On voit intervenir encore les élus, d'abord choisis par les États provinciaux pour contrôler la répartition et la perception des aides, puis qui devinrent, à partir de Charles V, officiers de nomination royale. Philippe le Bel institue le parlement de Paris et la chambre des comptes. D'autres cours semblables sont instituées en diverses provinces et l'on ne tardera pas à voir s'élever les prétentions de ces grands corps, chacun dans leur ressort plus ou moins bien défini, à une action régulatrice sur tout le royaume.

### Commissaires royaux pour les chemins auXIVe
Tous ces officiers ou magistrats, isolés ou en corps étaient amenés à s’intéresser à des faits de voirie, comme les péages. Mais dans certaines provinces, des commissaires royaux étaient nommés avec des attributions spéciales à cet égard. Les ordonnances et lettres patentes d'août 1291, décembre 1350, mars 1356, février et juin 1367, 26 juillet 1358, accordent ainsi aux magistrats, c'est-à-dire aux capitouls, viguiers, baillis, consuls des villes de Toulouse, Montpellier, Nîmes, Béziers, Grenade, etc., les attributions de voirie qui appartenaient à des commissaires royaux auxquels le roi les retire et qu'il déclare vouloir cesser de nommer. 
L'ordonnance du 26 juillet 1358 signale par contre le cas de commissions pour visiter divers ouvrages publics ou faire réparer les chemins, obtenues par des individus qui s'en servaient uniquement pour commettre des exactions personnelles. L'article 248 de l'ordonnance du 25 mai 1413 est aussi dirigé contre le même abus, reproché à des magistrats qui se prévalaient de prétendues commissions spéciales pour extorquer des deniers au public, sous prétexte de faire faire les réparations des ouvrages. Ainsi il fallait que l'autorité se prémunisse contre les magistrats eux-mêmes chargés de réprimer les abus. Ces attributions concernaient plus spécialement la voirie municipale, mais elle n'était pas alors distincte de ce qu'on appellera plus tard la grande voirie, d'autant plus que les magistrats de certaines villes étendaient leur juridiction à une banlieue souvent étendue, et par conséquent aux grands chemins compris dans cette banlieue.

### Juridiction du prévôt de Paris
C'est au prévôt de Paris que le pouvoir le plus étendu sur les routes paraît avoir été donné, ainsi qu'il résulte de lettres patentes du 1er mars 1388. Le roi commet le sieur Jehan de Folleville, prévôt de Paris, à l'effet de « faire refaire et amender diligemment toutes les chaussées et tous les ponts, passages et chemins étant en la banlieue, prévôté et vicomte de Paris, et au ressort, de contraindre rigoureusement à ce faire tous ceux qui pour ce seront à contraindre, au moyen des deniers des péages et barrages, et par toutes autres meilleures voies et manières ; et même de contraindre à contribuer à la réfection des chemins, chaussées, ponts et passages, les habitants des villes qui en sont voisines et des autres villes qui y ont ou pourraient avoir profit et avantage, lors même qu'aucunes des dites villes ne seraient pas de la prévôté et vicomte, ou du ressort de Paris. ». Ces prescriptions furent-elles exécutées, et produisirent-elles quelques résultats ? Les guerres civiles, l'invasion anglaise et tous les désastres qui la suivirent ne permettent guère de le croire. Toutefois il apparaît que le prévôt de Paris garda longtemps cette autorité et cette étendue de juridiction.

## Constructeurs et réalisations

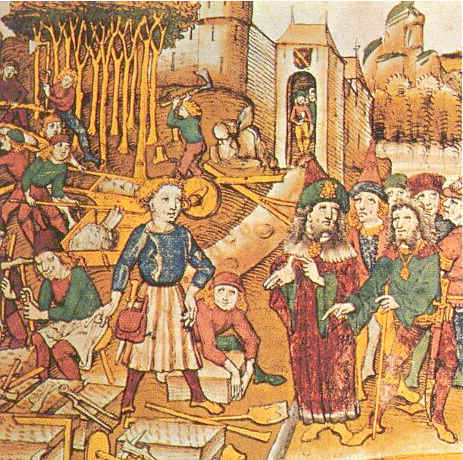
La visite d'un chantier de bâtisseurs.

### Priorité aux ponts, chaussées et passages auXIIe
Les ouvrages routiers cités dans les capitulaires des successeurs de Charlemagne étaient des ponts. Les actes publics postérieurs au XIIe relatifs aux travaux routiers sont encore principalement relatifs aux ponts, puis aux chaussées et passages, c'est-à-dire, des portions de chemins formées en levée pour aboutir aux ponts, ou établies suivant des dispositions spéciales pour franchir des passages difficiles et notamment des terrains marécageux. Le reste des chemins était laissé en terrain naturel, et il parut suffisant de maintenir leur largeur, contre les envahissements des riverains, par certains règlements. En effet, de tels chemins, exposés en rase campagne à l'action de l'air et du soleil, présentaient pendant une bonne partie de l'année une viabilité dont pouvait se contenter une circulation peu active. 

### Pavage des rues de Paris auXIIe

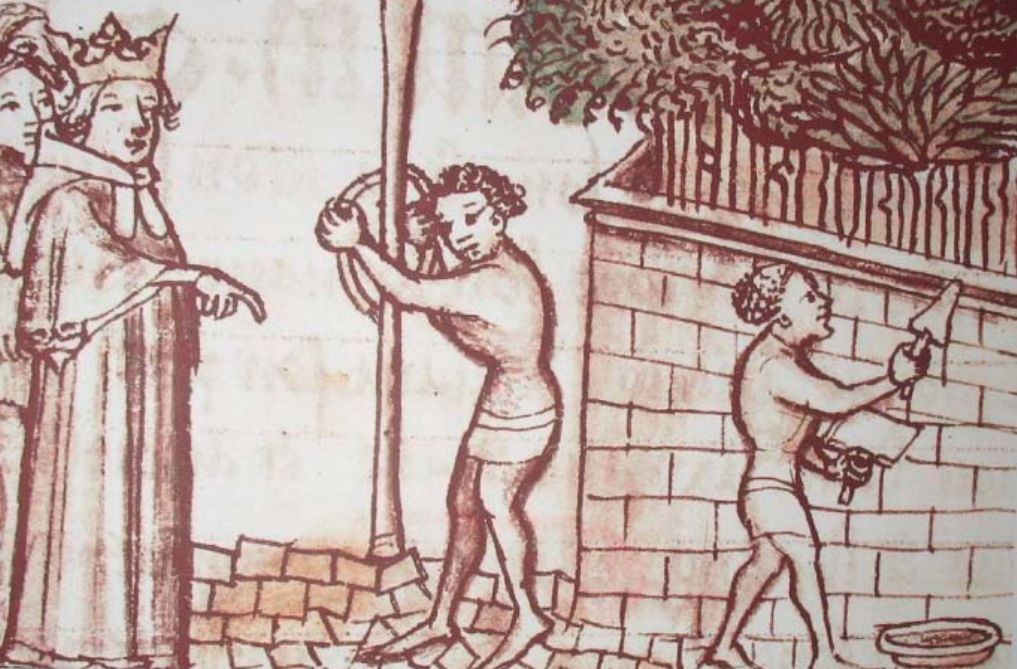
Miniature représentant Philippe-Auguste qui donne l’ordre de paver toutes les rues de la cité.

Ces chemins étaient dans une situation supérieure aux rues des villes, lorsque Philippe-Auguste, en 1184, frappé par l'état boueux de celles de Paris et par les mauvaises odeurs générées par le passage des chariots, entreprit pour la première fois de les faire paver avec de grandes dalles. L'ordre fut donné au prévôt de Paris de paver les voies formant ce qu'on appelait la croisée de Paris. C'était l'intersection des deux grandes voies qui joignaient du nord au sud la porte Saint-Denis à la porte Saint-Jacques, et de l'est à l'ouest la porte Baudet au château du Louvre. Cette partie du pavé de Paris resta toujours à la charge du roi alors que le pavage des autres rues de la capitale incombait aux riverains, ce qui retarda de plusieurs siècles sa mise en œuvre. Si l'administration municipale en eut l'entretien jusqu'en 1318, elle reçut une indemnité qui la couvrit de la dépense.

### Ordre des frères pontifes

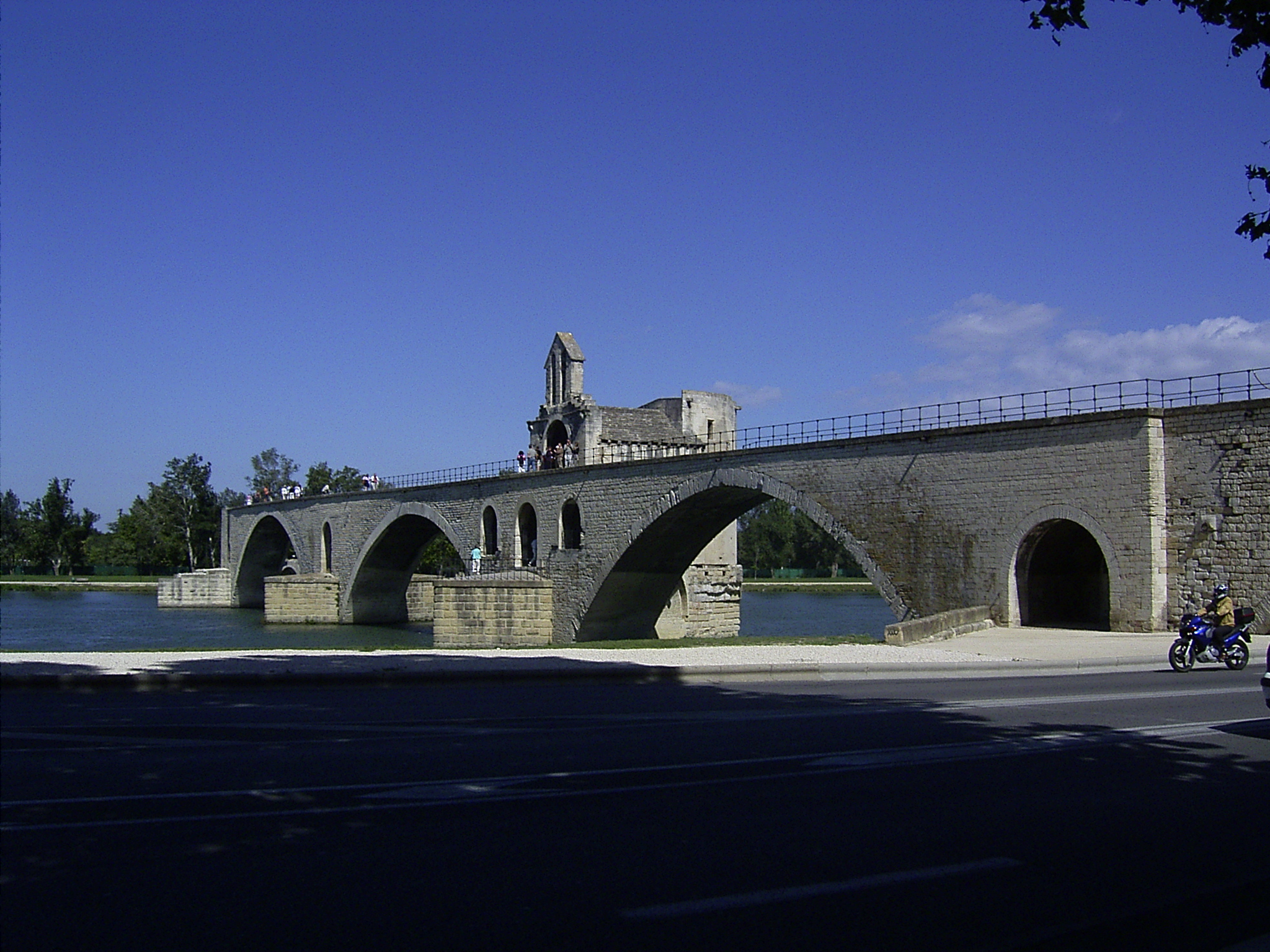
Pont d’Avignon construit par saint Bénézet, d'une longueur de 900 mètres. Sur les 22 arches d'origine, il n'en reste que 4.

Les institutions religieuses marchèrent de pair avec les pouvoirs laïcs dans l'œuvre de renaissance à la civilisation. Autant par les difficultés de terrains que par les agressions malveillantes, les pèlerins, marchands et autres voyageurs étaient exposés à des fatigues et les dangers de toutes sortes ; les religieux s'appliquèrent à répondre à ces besoins comme à ceux des pauvres et des malades. De là des quêtes et des fondations pour cet achèvement. De nombreux témoignages d'historiens et de chroniqueurs constatent ce mouvement remarquable, dont l'établissement de ponts sur les grandes rivières fut un des principaux objets. 
Pour ces ponts, il fallait des constructeurs : l'ordre des frères pontifes fut fondé.
Cet ordre fut illustré par saint Benezet, qui de berger devint le constructeur du pont d'Avignon, de 1177 à 1185.
Ce pâtre prit en effet en 1177 l'initiative de quêter dans les rues de la ville pour construire un ouvrage, puis étendit rapidement son action en dehors de l'orbite urbaine. Bénézet recruta ensuite des émules, regroupés en une confrérie dépourvue de statuts ecclésiastiques, mais placée sous l'autorité d'un « prieur », avec une chapelle et un chapelain : dès 1187, les confrères vivaient en commun dans une maison proche du pont. Cette confrérie se compléta dès le début du XIIIe siècle d'un hôpital pour les passants pauvres : l'institution, à but charitable, attirait aussi aumônes et legs de nombre de personnes pieuses.
À la même époque naquirent d'autres œuvres charitables basées sur le même principe de l'association pont-hôpital, comme celle de Lyon (1183), celle de Bonpas sur la Durance (1189) puis celles de Martigues (1211) et de Valence (1214).
De 1265 à 1309, on les retrouve sur le Rhône construisant le pont Saint-Esprit, aidés d'une confrérie de femmes.

### Moines ingénieurs
Après les frères pontifes, plusieurs moines ingénieurs, constructeurs de grands ponts apparaîtront aux siècles suivants : le frère Joconde, cordelier, construisit le pont Notre-Dame à Paris, de 1500 à 1512; le frère Nicolas, moine augustin, qui, vers 1710, fit refaire le pont de bateaux de Rouen ; le frère Romain, moine dominicain, qui, après avoir achevé la construction du pont de Maastricht en 1685, fut inspecteur général des travaux du pont des Tuileries à Paris et fut ensuite ingénieur des ponts et chaussées.

## Financement des ouvrages routiers
Les péages, sous des dénominations diverses, sont au Moyen Âge la principale ressource financière appliquée aux grands chemins, mais les dons permirent également de construire certains ouvrages.

### Dons pieux
Les dons charitables ou inspirés par des motifs pieux sont attestés par deux témoignages intéressants. Le premier est le pont de la Guillotière sur le Rhône, entrepris vers 1245 pendant le séjour du pape Innocent IV à Lyon, sous l'impulsion que donna ce pontife soit en y contribuant de ses propres deniers, soit en accordant des indulgences à ceux qui concourraient à cette bonne œuvre. 
Le second est postérieur d'un siècle à celui-ci et d'un autre genre. C'est une déclaration royale de Philippe de Valois du 14 octobre 1346,. qui a pour objet de remettre en usage le denier à Dieu, prélevé par les marchands qui faisaient le commerce, transport et emploi de métaux précieux dans les monnaies royales, sur les pesées desdits métaux monnayés. C'était une certaine quantité de deniers mis dans une boîte à part. Malheureusement ces dons étaient détournés de leur utile destination au moyen de lettres de don extorquées frauduleusement à la générosité ou à la faiblesse du roi, par ses gens et officiers ou autres.
La déclaration, qui avait pour but d'arrêter ce détournement, y réussit-elle? Quelle était d'ailleurs l'importance de cette ressource? On l'ignore. On sait seulement que les hôtels royaux des monnaies, appelés aussi monnaies royales, étaient fort nombreux, et qu'à travers plusieurs changements, ils s'élevèrent jusqu'au nombre de quarante. Il y en avait encore vingt-sept en 1711. De là des transports considérables de métaux et d'espèces, de nombreux voyages d'agents et d'ouvriers, et par suite un motif puissant de concourir à l'entretien de la viabilité des chemins. Ce concours devait d'autant plus être réclamé que les ouvriers monnayeurs jouissaient de plusieurs privilèges et de l'exemption de tous droits et impôts.

### Dépenses du roi dans ses domaines
Le roi, dans les provinces ou les villes qui lui appartenaient en fief ou apanage, faisait exécuter, sur ses revenus, des ponts, chaussées ou autres ouvrages des chemins publics. Il prenait les uns entièrement à sa charge; pour d'autres, il y faisait concourir, par levée spéciale de deniers, les localités qui en profitaient ou bien les communautés d'habitants fournissaient le principal de la dépense, et le roi se bornait à les aider ou encourager par une subvention. Mais le domaine royal ne pouvait donner beaucoup à ces travaux. Il était grevé de bien des charges de diverses natures, de mille concessions arrachées à la faveur royale, quelquefois à sa détresse. L'article 17 de l'ordonnance du 25 mai 1413 fait l'aveu naïf, renouvelé de la déclaration du 14 octobre 1346, des causes du détournement de ces deniers de leur destination. En dehors du domaine, le roi faisait parfois abandon à des villes, pour leurs ouvrages de voirie, de certains droits de police ou autres dont il avait le produit partiel ou total,

### Aides et gabelles auXVesiècle
Les revenus directs du domaine et de certains droits de souveraineté formèrent d'abord toutes les ressources pécuniaires du roi, ce que l'on appelait le trésor royal. Quand la royauté eut agrandi son influence aux dépens du pouvoir seigneurial, comme gardienne d'intérêts communs à tout le royaume, quand les guerres nationales vinrent remplacer les guerres entre les vassaux du même suzerain, on leva pour les soutenir des contributions sur toutes les provinces. Ces contributions se nommèrent les aides. Temporaires d'abord, comme leur motif, elles ne tardèrent pas à devenir permanentes et s'accrurent successivement. Leur emploi s'étendit à d'autres objets que la guerre et leur perception revêtirent diverses formes. Dès lors le trésor royal s'alimenta de deux sortes de produits; les revenus du domaine du roi, qui prirent le nom de finances ordinaires et les aides, qui furent les finances extraordinaires.
Parmi les aides, figurent les gabelles, impôt sur le sel qui devint bientôt considérable. Il arriva alors qu'on préleva sur cet impôt certaines sommes, ou même qu'on l'augmenta, dans quelques villes ou provinces, de certains suppléments, appelés crues, pour subvenir à des travaux utiles à la circulation. C'est ce que l'on voit dans des lettres patentes du 3 mars 1402, pour réparations du pont d'Auxerre; dans d'autres du 24 mars 1416, pour affectation aux travaux du port d’Aigues-Mortes, du pont Saint-Esprit et de quelques rivières, d'un impôt supplémentaire de douze deniers établi le 22 octobre 1415 sur chaque quintal de sel qui se vendra dans tous les greniers à sel du Languedoc.

### Disparition de la corvée duXIeauXVe
La corvée, emploi forcé et gratuit de la population aux travaux des grands chemins, qui avait été instituée par les carolingiens en 854 et qui sera mise en œuvre sur une plus grande échelle au XVIIIe siècle, disparaît en fait du Xe au XVIIe siècle. Sans doute le droit seigneurial de corvée s'exerça par les seigneurs sur leurs vassaux pendant toute la féodalité et put être appliqué par eux à la réparation et à l'entretien de leurs chemins privés, des avenues de leurs châteaux ou de quelques chemins vicinaux ; mais il n'en fut fait alors, par extension, ou plutôt peut-être par dérogation aux principes du régime féodal, aucune application d'intérêt public.
Des réquisitions pour faciliter, en temps de guerre, le service et le passage des années, ou concourir aux travaux de défense des châteaux et des places fortes existaient bien, mais cela était ponctuel et pour un besoin spécifique. On ne voit non plus, dans la même période, imposer aux riverains des grands chemins aucune obligation de travail manuel ou de contribution spéciale pour leur entretien.

### Péages
L’origine des péages en Gaule remonte aux Romains. On les nommait aussi travers, chaussée, rouage, barrage, pontenage, port ou passage. Ils avaient pour objet de pourvoir aux dépenses de construction et d'entretien d'ouvrages nécessaires à la circulation. D’autres péages apparurent avec l'anarchie féodale et étaient des perceptions purement fiscales, souvent des exactions plus ou moins déguisées, au profit des seigneurs propriétaires de fiefs.
Sans ces péages dédiés aux routes, la presque totalité des ponts et autres ouvrages destinés à franchir les passages difficiles, qui furent construits en France jusqu'au XVIIe siècle, n'auraient pas existé. Les autres ressources, accidentelles et précaires, précédemment citées eussent été insuffisantes.
Mais, après la construction, il fallait entretenir, réparer et surtout reconstruire. Les nombreux récits de chutes de ponts construits au Moyen Âge accusent leur peu de solidité, surtout dans les fondations, et l'inexpérience de leurs constructeurs. D'ailleurs, soit à cause de cette inhabileté pour les maçonneries, soit à cause de l'insuffisance des ressources ou de l'éloignement et des difficultés de transport des matériaux, beaucoup de ponts se faisaient en bois et demandaient ainsi souvent à être renouvelés. 
Or les réparations et les reconstructions ne se faisaient pas, bien que les péages continuaient à être perçus. Ainsi les péages, nés du besoin de faciliter la circulation, sont devenus un de ses principaux obstacles et ont justifié l'antipathie prononcée qui a survécu en France à leur généralisation et à leurs abus.
Une cause non moins grave de l'impopularité durable qui s'est attachée aux péages, c'est qu'ils n'étaient pas acquittés également par tout le monde. Il y avait des privilèges d'exemption de péages, comme il y eut plus tard, en même matière de voies publiques, les privilèges d'exemption de corvée. L'article 196 de l'ordonnance sur la police générale du royaume, du 25 mai 1413, s'efforce de réduire ces privilèges aux officiers de la couronne et des grands seigneurs en service actif
Outre le détournement des produits des péages au profit personnel de leurs possesseurs, il existait encore un autre abus, qui naquit sans doute le plus souvent à la faveur des troubles et des guerres civiles, ou qui fut le fruit d'intrigues et d'obsessions dont le pouvoir ne savait pas assez se défendre : c'était l'établissement de péages sans concessions régulières. Les édits et les ordonnances les signalent, pour les déclarer toujours illégitimes et pour les abolir.
Il faudra encore un siècle et la volonté énergique de Colbert pour mettre de l’ordre dans le royaume et aboutir que le produit des péages routiers soit enfin affecté à la route et ses ouvrages.

## Caractéristiques du réseau

### Largeur et classification des voies

#### Largeurs dans le Beauvaisis auXIIIesiècled'après Philippe de Beaumanoir
Le plus ancien document relatif à la division des chemins nous est rapporté par Philippe de Beaumanoir dans son ouvrage intitulé « Coutumes de Beauvaisis » publié en 1283. Il s'agit d'un des textes les plus anciens du Moyen Age, sous le règle de Philippe III le Hardi, à une époque ou les légistes venus du Languedoc commençaient à asseoir sur les principes du droit romain la supériorité capétienne.  Ces coutumes étaient des ensembles de règles juridiques locales, fondés sur l'usage de fait et sanctionnés par les décisions de justice. La partie la plus connue est celle concernant les catégories et largeurs de chemins. À cette époque les chemins étaient divisés en cinq classes, : 
- La première de quatre pieds de large (1,30 m) qui est le sentier, aucune charrette ne doit emprunter de telles sentier, pour ne pas endommager les champs ou des biens se trouvant près de ces sentiers ;
- La seconde de huit pieds (2,60 m) qui est la charrière. Sur de telles voies les charrettes peuvent circuler l'une derrière l'autre, mais le bétail ne peut y circuler que tenu par la bride. Deux charrettes ne peuvent pas y circuler de front, mais elles peuvent se croiser ;
- La troisième de seize pieds (5,20 m) allant de ville à autre, de marché à autre, de châtel à autre et de ville-chapitre à autre. Deux charrettes peuvent y circuler de front. Un sentier la longe de chaque côté. On peut y conduire le bétail en la poussant devant soi, mais sans pouvoir s'y arrêter pour paître ;
- La quatrième de trente-deux pieds (10,40 m) allant par les cités et châteaux, là où les traverses sont dus. Les charrettes peuvent y circuler, le bétail peut y paître, faire des arrêts et s'y reposer sans causer de méfaits. Toutes les marchandises peuvent y circuler, là où les travers sont dus, mais elles ne peuvent pas circuler sur les voies énumérées plus haut en évitant de payer les droits de travers  ;
- La cinquième, ce sont les chemins que Jules César fit faire. Ils ont soixante-quatre pieds de large (20,80 m) et sont destinés aux grandes communications.

L'auteur fait observer que cette division ne s'appliquait plus à son temps, parce que dit-il « ces chemins ont été corrompus par la convoitise de ceux qui y marchent, et par l'ignorance du souverain qui aurait, dû les faire garder en leur largeur si que, ajoute-t-il, les sentiers ou charrières ou voies ou chemins, ou les plus grands que l'on appelle chemins royaux doivent être ramenés à ce qu'il peut être trouvé qu'ils furent anciennement, ne nul usage que l'on fait au contraire ne doit valoir, car usage qui est fait contre le commun profit, si ne doit pas valoir que la chose ne soit ramenée à son premier état. » « Quand le chemin a seize pieds et qu'il y a des fossés, on ne peut faire passer dessus les charrues en labourant. » 

#### Largeurs variables selon les provinces d'après Bouthillier
Claude Bouthillier nous apprend quant à lui dans un ouvrage de 1621 qu'au commencement du XIIe siècle, la voye ou Piessente avait deux pieds et demi de largeur (0,81 m), le sentier, cinq pieds (1,62 m), la carrière, dix pieds (3,20 m), le travers a vingt-deux pieds (7,10 m) et le chemin royal a quarante pieds (13 m). Les largeurs assignées aux routes, chemins ou sentiers variaient d'une province à l'autre dans des proportions que rien ne saurait justifier. Ainsi :
- dans la Bourgogne, il existait : Le sentier commun qui avait quatre pieds et demi de large (l,46 m), le finerot qui avait dix-huitpieds (5,85 m), le grand chemin qui avait trente pieds (9,745 m.
- La Coutume de Valois donnait au sentier quatre pieds (l,30 m), à la carrière huit pieds (2,60 m), à la voye seize pieds (5,20 m), au chemin royal, dans les terres labourables, trente pieds (9,745 m), idem dans les traverses des bois, quarante pieds (13 m) ;
- celle de Senlis portait également les grands chemins traversant les bois à quarante pieds de largeur et hors forêts à trente pieds ;
- celle de Normandie les réduisait à vingt-quatre pieds (7,80 m) ;
- tandis que les Coutumes de Clermont-en-Beauvaisis, Amiens, Saint-Omer et Boulenois les portaient à soixante pieds (19,49 m) ;

La plus petite largeur des grands chemins se trouvait dans les Coutumes de Tours et de Londunois où ils étaient réduits à la largeur de seize pieds. Les Coutumes du Maine et d'Anjou avaient réglé la largeur des grands chemins péageaux à quatorze pieds (4,50 m).
Ainsi des règlements locaux assignaient dans chaque province une largeur différente aux chemins, mais ces largeurs ne tardèrent pas à se trouver considérablement réduites par les dégradations, les usurpations, le mauvais entretien. Les pluies formaient des fondrières, les riverains accumulaient des tas de pierres et des obstacles de toute nature obligeaient les charretiers à se déplacer hors du tracé, de plus, les lourdes charges des chariots pulvérisaient la mince couche de matériaux répandus sur la chaussée. Enfin les riverains labouraient, plantaient des arbres, des haies, des épines pour garantir et aussi pour agrandir leur champ au détriment de la route.

### État des routes auXVesiècle

#### Presque tous les pôles habités sont desservis
L'ossature moderne est en place, issue des voies stratégiques de Rome, en partie conservées suivant les endroits. Victime d'un lent abandon aux Xe et XIe siècles, succédant à deux phases de maintien sans grande innovation, elle comprend souvent une série de voies que l'on pourrait qualifier de « voies médiévales », parallèles quelquefois à la voirie ordinaire. De nos jours, on pense que le Moyen Âge a créé ses propres chemins, aussi bien pour le commerce que pour le passage des troupeaux, les gués, les cols, « zones routières » spécifiques en plaine comme en montagne : dans les Alpes, le Mont-Cenis est très tôt traversé. Le Massif central n'a pas été délaissé.
Selon Robert-Henri Bautier, au-delà de l’idée traditionnelle du couloir rhodanien comme principal passage entre la Méditerranée et les foires de Champagne, s'est créée une ossature de différents types de routes mentionnés par les textes, fabliaux, contes et poèmes. Au Moyen Âge, on peut aller pratiquement partout, cette multitude de chemins locaux convenant à une époque où la vie lointaine est pratiquement inexistante, sinon par un système de relais comme dans le cas des relations de Toulouse avec les pays de langue d'oïl : ce sont les « pays de transition », Massif central et ses abords, le Quercy notamment, qui fournissent les caravanes et leur équipement.
La tendance actuelle revient à nuancer l'opinion de Jacques Heers : « Les transports terrestres n'ont pratiquement pas connu d'amélioration pendant le Moyen Âge ». Il n'y a pas « un » Moyen Âge, mais « des » Moyen Âges qui couvrent un certain nombre de siècles, comme il y a des « régions » à l'identité bien définie. Des améliorations non spectaculaires mais efficaces ont été apportées dans les conditions de la traction animale. La montée des villes a engendré des besoins nouveaux, suscité des initiatives. Dans son étude sur « Commerces et marchands de Toulouse (vers 1350-vers 1450) », P Wolff a montré l'importance des courants de circulation, des objets d'échange, des instruments et des techniques du commerce. Pour Jean Schneider, la ville de Metz, à la même époque, se présente comme « un État urbain dominé par un patriciat qui ramène à lui l'essentiel des activités politiques et économiques. État urbain qui, dans un rayon de vingt kilomètres, commande à plus de deux cents villages ». La réapparition du commerce nord-sud avait entraîné la mise en état des voies unissant les Flandres, Paris et les foires de Champagne, l'Italie. 
Les premiers pavements de routes apparaissent, multipliés dans le Nord et dans l'Est, créant des voies, assimilées plus tard par certains chercheurs à de prétendues voies romaines. L'ouverture du Gothard a entraîné une redistribution des centres vitaux, en même temps que s'affirmaient la croissance urbaine et les débuts d'une organisation « administrative » de prévision, de régulation, d'entretien.

#### L'ébauche d'un système structuré et hiérarchisé
S'est développée ainsi une ébauche de « système » où s'introduisent des éléments juridiques et politiques. Une notion apparaît : celle de via publica ; l'autorité fait régner la paix et la sécurité, les ponts sont entretenus, les passages assurés. Un élément essentiel se fait jour, parallèle au développement du domaine, le « conduit royal », qui a assuré l'ouverture des foires de Champagne. Sur la via regalia, le roi fait respecter son « conduit », installe son péage, puis la maréchaussée.
À la base, reste la cellule rurale, le village, centre d'approvisionnement mais aussi, bien étudié par Robert Fossier et Mathieu Arnoux, centre d'artisanat, centre métallurgique parfois, où se rencontrent différents métiers - le charron, le forgeron, le menuisier - qui « font » et « maintiennent » la route, les véhicules, les conducteurs et les voyageurs,. Le voyage devient, pour certains, un exploit sportif, prétexte à l'activité d'aubergistes qui, comme à Toulouse, sont à la fois courtiers des marchands et esquisse d'un service public.